# Schizocosa ceratiola
Schizocosa ceratiola là một loài nhện trong họ Lycosidae.
Loài này thuộc chi Schizocosa. Schizocosa ceratiola được Willis J. Gertsch & Alfred Russel Wallace miêu tả năm 1935.